# يوري درازدوف
يوري درازدوف (بالروسية: Дроздов, Юрий Иванович)‏ هو عسكري بيلاروسي، ولد في 19 سبتمبر 1925 في مينسك في روسيا البيضاء، وتوفي في 21 يونيو 2017 في موسكو في روسيا.